# 卡恰角灯塔
卡恰角灯塔  是一座使用中的灯塔 ，建于1864年，位于意大利撒丁岛西北部阿尔盖罗附近的卡恰角。